# Haryana
Haryana (Hindi: हरियाणा, Punjabi: ਹਰਿਆਣਾ) is een deelstaat van India. De staat ligt in het noordwesten van het land en heeft 25.353.081 inwoners (2011).
De hoofdstad van Haryana is Chandigarh. Deze stad ligt echter niet in de deelstaat zelf, maar in het aangrenzende unieterritorium Chandigarh. De reden hiervoor is dat de stad ook de hoofdstad is van de staat Punjab. De grootste stad van Haryana is Faridabad.

## Geschiedenis
Voor de onafhankelijkheid van India was de staat onderdeel van de Brits-Indische provincie Punjab. Na de onafhankelijkheid in 1947 werd het gebied onderdeel van de staat Punjab.
In 1966 werd Haryana de zeventiende staat van India, nadat een commissie met de aanbeveling was gekomen om het zuidelijke, in meerderheid Hindi sprekende deel te scheiden van het in meerderheid Punjabi sprekende deel van de staat Punjab. Chandigarh, de hoofdstad van de staat Punjab, werd echter ook de hoofdstad van de nieuwe staat Haryana. Hiervoor kreeg het de status van unieterritorium.

## Geografie
Haryana wordt in het noorden begrensd door Punjab, in het noordoosten door Himachal Pradesh, in het westen en zuiden door Rajasthan en in het oosten door Uttar Pradesh. In het zuidoosten grenst Haryana bovendien aan het Nationaal Hoofdstedelijk Territorium van Delhi. De gehele oostgrens met Uttar Pradesh wordt gemarkeerd door de rivier de Yamuna. Er stromen seizoengebonden rivieren door de staat, zoals de Ghaggar, de Markanda en de Tangri.

## Bestuurlijke indeling
Haryana is bestuurlijk onderverdeeld in 22 districten. Hieronder volgt een lijst van de huidige districten:
| - Ambala - Bhiwani - Charkhi Dadri - Faridabad - Fatehabad - Gurgaon (Gurugram) - Hisar - Jhajjar - Jind - Kaithal - Karnal |  | - Kurukshetra - Mahendragarh - Nuh - Palwal - Panchkula - Panipat - Rewari - Rohtak - Sirsa - Sonipat - Yamuna Nagar |